# Rechetre
Rechetre war eine Königin der altägyptischen 4. Dynastie. Sie trägt sowohl den Titel einer leiblichen Königstochter als auch den der Königsgemahlin. Durch die Position ihres Grabes kann mit einiger Sicherheit Pharao Chephren als ihr Vater angenommen werden. Ihr Ehemann hingegen ist unbekannt; in Frage kommen Chephrens Nachfolger Bicheris, Mykerinos oder Schepseskaf.

## Grabstätte
Rechetre gehört ein Felsgrab auf dem Central Field in Gizeh. Entdeckt und zum bisher einzigen Mal näher untersucht wurde es 1934/35 durch Selim Hassan. Heute ist das Grab unzugänglich. Es besteht aus zwei Strukturen: dem eigentlichen Felsgrab und einer darüber gebauten Kalkstein-Mastaba. Zum Grab führt ein 53,6 m langer Weg, der annähernd parallel zum Aufweg der Chephren-Pyramide verläuft und in einen kleinen Vorhof mündet. An der Südseite dieses Hofes liegt der Eingang zum Grab. Von dort aus führt ein Korridor ins Innere, der durch eine einflügelige Holztür von einer kleinen Vorkammer getrennt ist. An der Westseite der Vorkammer befindet sich der Eingang zum eigentlichen Felsgrab. Hier befindet sich eine Türrolle, die Name und Titel der Grabinhaberin nennt. Hinter dem Eingang liegen drei größere Räume. An der Südwand von Raum A befindet sich eine unfertige Nische, die wohl für die Aufnahme einer Statue gedacht war. Im Norden führt ein Absatz von Kalksteinblöcken zum etwas tiefer gelegenen Raum B. Im Westen ist er durch drei Pfeiler von Raum C getrennt. Von Raum C aus führt ein Schacht in die darunter gelegene Sarkophagkammer. Der Sarkophag wurde leer aufgefunden, um ihn herum fanden sich jedoch Knochen, die möglicherweise von der Bestattung Rechetres stammen.